# Блогоциці (Малопольське воєводство)
Блогоциці (пол. Błogocice) — село в Польщі, у гміні Радземиці Прошовицького повіту Малопольського воєводства.
Населення — 310 осіб (2011).
У 1975-1998 роках село належало до Краківського воєводства.

## Демографія
Демографічна структура станом на 31 березня 2011 року:
|          | Загалом | Допрацездатний вік | Працездатний вік | Постпрацездатний вік |
| -------- | ------- | ------------------ | ---------------- | -------------------- |
| Чоловіки | 148     | 19                 | 112              | 17                   |
| Жінки    | 162     | 40                 | 94               | 28                   |
| Разом    | 310     | 59                 | 206              | 45                   |